# V for Victory: Market Garden
V for Victory: Market Garden est un jeu vidéo de type wargame développé par Atomic Games et publié par Three-Sixty Pacific en 1993 sur IBM PC et Apple Macintosh. Le jeu fait suite à V for Victory I: Utah Beach (1991) et V for Victory II: Velikiye Luki (1992), dont il reprend les mécanismes de jeu, et simule l’opération Market Garden de la Seconde Guerre mondiale. Il se déroule sur une carte divisée en cases hexagonale. Les unités y sont caractérisées par leur attaque, leur défense, leur mouvement et leur portée mais aussi par leur niveau de fatigue et de moral. Chaque tour est divisé en trois phases et commence par une phase de planification lors de laquelle les joueurs planifient les actions de leur unité pour le tour.

## Accueil
| V for Victory: Market Garden |      |       |
| Média                        | Pays | Notes |
| Joystick                     | FR   | 70 %  |